# Мелеагр (Еврипид)
«Мелеагр» (др.-греч. Μελέαγρος) — трагедия древнегреческого драматурга V века до н. э. Еврипида на сюжет, связанный с этолийскими мифами. Её текст утрачен за исключением нескольких небольших фрагментов.
Главный герой пьесы — Мелеагр, сын калидонского царя Энея. Он возглавил охоту на чудовищного вепря и погиб во время конфликта с собственными дядьями из-за шкуры этого животного. До Еврипида трагедию с таким названием написал Софокл. Перу Луция Акция принадлежит латинская обработка сюжета.